# Morte del reo
La morte del reo, nell'ordinamento giuridico italiano, è una delle cause di estinzione del reato. Infatti, l'articolo 150 del codice penale italiano (c.p.) recita "La morte del reo avvenuta prima della condanna, estingue il reato".

## Ratio
La ratio di tale norma è da ravvisarsi nel principio di personalità della pena, per cui con la morte del reo viene meno, per lo Stato, l'interesse di punire o di perseguire la pena. 
In altri ordinamenti giuridici, anteriori allo Stato di diritto, il principio non è così insormontabile, come dimostrano i casi storici di "processi ai defunti" che spesso diedero luogo ad esecuzione postuma.

## Differenza
Oltre che del reato è una causa comune di estinzione della pena, se interviene dopo la condanna. Permangono tuttavia le obbligazioni civili, nascenti dal reato. 

## Procedura
Il giudice, a norma dell'art. 129 del codice di procedura penale italiano (c.p.p.), può pronunciare il proscioglimento nel merito dell'imputato defunto, ove ritenga il fatto non sussistente, non costituente reato, ovvero che l'imputato non lo abbia commesso, essendo tali formule di proscioglimento più favorevoli della declaratoria di estinzione del reato. Si sostiene che la causa di estinzione del reato di cui all'art. 150 c.p. prevalga su ogni altra causa di estinzione e quindi anche sulla prescrizione, sempre che come sopra detto, non risultino elementi idonei a suffragare la sussistenza di una causa di non punibilità, di immediata applicabilità ai sensi dell'art. 129 c.p.p.